# WTA Tour 2023
Die WTA Tour 2023 war der 53. Jahrgang der Damentennis-Turnierserie, die von der Women’s Tennis Association ausgetragen wird.
Als Reaktion auf den russischen Überfall auf die Ukraine 2022 durften die Spielerinnen aus Russland und Belarus seit dem 28. Februar 2022 nicht unter ihrer Flagge antreten.
Der Teamwettbewerb Billie Jean King Cup wurde wie die Grand-Slam-Turniere nicht von der WTA, sondern von der ITF organisiert. Hier werden sie dennoch aufgeführt, da die Spitzenspielerinnen auch diese Turniere in der Regel spielen.

## Turnierplan
| Kategorie              |
| ---------------------- |
| Grand Slam             |
| Jahresendveranstaltung |
| WTA 1000               |
| WTA 1000 (900 P.)      |
| WTA 500 (470 P.)       |
| WTA 250 (280 P.)       |

| Sonstige             |
| -------------------- |
| Billie Jean King Cup |

Erklärungen

Die Zeichenfolge von z. B. 128E/96Q/64D/32M hat folgende Bedeutung:

128E = 128 Spielerinnen spielen im Einzel

96Q = 96 Spielerinnen spielen die Qualifikation im Einzel

64D = 64 Paarungen spielen im Doppel

32M = 32 Paarungen spielen im Mixed

### Januar
| Datum 1 | Turnier                                                                                               | Sieger(in)                            | Finalgegner(in)                              | Ergebnis         |
| ------- | --- | ------------------------------------- | -------------------------------------------- | ---------------- |
| 02.01.  | United Cup Melbourne, Perth, Sydney, Australien 15.000.000 $ Hartplatz – 18 Mannschaften              | Vereinigte Staaten                    | Italien                                      | 4:0              |
| 02.01.  | Adelaide International 1 Adelaide, Australien WTA 500 – 826.837 $ Hartplatz – 30E/24Q/24D             | Aryna Sabalenka                       | Linda Nosková                                | 6:3, 7:64        |
| 02.01.  | Adelaide International 1 Adelaide, Australien WTA 500 – 826.837 $ Hartplatz – 30E/24Q/24D             | Taylor Townsend Asia Muhammad         | Storm Hunter Kateřina Siniaková              | 6:2, 7:62        |
| 02.01.  | ASB Classic Auckland, Neuseeland WTA 250 – 259.303 $ Hartplatz – 32E/24Q/16D                          | Coco Gauff                            | Rebeka Masarova                              | 6:1, 6:1         |
| 02.01.  | ASB Classic Auckland, Neuseeland WTA 250 – 259.303 $ Hartplatz – 32E/24Q/16D                          | Miyu Katō Aldila Sutjiadi             | Leylah Fernandez Bethanie Mattek-Sands       | 1:6, 7:5, [10:4] |
| 09.01.  | Adelaide International 2 Adelaide, Australien WTA 500 – 780.637 $ Hartplatz – 30E/24Q/16D             | Belinda Bencic                        | Darja Kassatkina                             | 6:0, 6:2         |
| 09.01.  | Adelaide International 2 Adelaide, Australien WTA 500 – 780.637 $ Hartplatz – 30E/24Q/16D             | Luisa Stefani Taylor Townsend         | Anastassija Pawljutschenkowa Jelena Rybakina | 7:5, 7:63        |
| 09.01.  | Hobart International Hobart, Australien WTA 250 – 259.303 $ Hartplatz – 32E/24Q/16D                   | Lauren Davis                          | Elisabetta Cocciaretto                       | 7:60, 6:2        |
| 09.01.  | Hobart International Hobart, Australien WTA 250 – 259.303 $ Hartplatz – 32E/24Q/16D                   | Kirsten Flipkens Laura Siegemund      | Viktorija Golubic Panna Udvardy              | 6:4, 7:5         |
| 16.01.  | Australian Open Melbourne, Australien Grand Slam – AU-$ Hartplatz – 128E/128Q/64D/32M                 | Aryna Sabalenka                       | Jelena Rybakina                              | 4:6, 6:3, 6:4    |
| 16.01.  | Australian Open Melbourne, Australien Grand Slam – AU-$ Hartplatz – 128E/128Q/64D/32M                 | Barbora Krejčíková Kateřina Siniaková | Shūko Aoyama Ena Shibahara                   | 6:4, 6:3         |
| 16.01.  | Australian Open Melbourne, Australien Grand Slam – AU-$ Hartplatz – 128E/128Q/64D/32M                 | Luisa Stefani Rafael Matos            | Sania Mirza Rohan Bopanna                    | 7:62, 6:2        |
| 30.01.  | Thailand Open Hua Hin, Thailand WTA 250 – 259.303 $ Hartplatz – 32E/24Q/16D                           | Zhu Lin                               | Lessja Zurenko                               | 6:4, 6:4         |
| 30.01.  | Thailand Open Hua Hin, Thailand WTA 250 – 259.303 $ Hartplatz – 32E/24Q/16D                           | Chan Hao-ching Wu Fang-hsien          | Wang Xinyu Zhu Lin                           | 6:1, 7:66        |
| 30.01.  | Open 6ème Sens Métropole de Lyon Lyon, Frankreich WTA 250 – 225.480 € Hartplatz (Halle) – 32E/24Q/16D | Alycia Parks                          | Caroline Garcia                              | 7:67, 7:5        |
| 30.01.  | Open 6ème Sens Métropole de Lyon Lyon, Frankreich WTA 250 – 225.480 € Hartplatz (Halle) – 32E/24Q/16D | Cristina Bucșa Bibiane Schoofs        | Olga Danilović Alexandra Panowa              | 7:65, 6:3        |

### Februar
| Datum 1 | Turnier | Siegerin                                     | Finalgegnerin                             | Ergebnis          |
| ------- | --- | -------------------------------------------- | ----------------------------------------- | ----------------- |
| 06.02.  | Upper Austria Ladies Linz Linz, Österreich WTA 250 – 259.303 € Hartplatz (Halle) – 32E/24Q/16D                          | Anastassija Potapowa                         | Petra Martić                              | 6:3, 6:1          |
| 06.02.  | Upper Austria Ladies Linz Linz, Österreich WTA 250 – 259.303 € Hartplatz (Halle) – 32E/24Q/16D                          | Natela Dsalamidse Viktória Kužmová           | Anna-Lena Friedsam Nadija Kitschenok      | 4:6, 7:5, [12:10] |
| 06.02.  | Mubadala Abu Dhabi Open Abu Dhabi, Vereinigte Arabische Emirate WTA 500 – 780.637 $ Hartplatz – 28E/24Q/16D             | Belinda Bencic                               | Ljudmila Samsonowa                        | 1:6, 7:68, 6:4    |
| 06.02.  | Mubadala Abu Dhabi Open Abu Dhabi, Vereinigte Arabische Emirate WTA 500 – 780.637 $ Hartplatz – 28E/24Q/16D             | Luisa Stefani Zhang Shuai                    | Shūko Aoyama Chan Hao-ching               | 3:6, 6:2, [10:8]  |
| 13.02.  | Qatar TotalEnergies Open Doha, Katar WTA 500 – 780.637 $ Hartplatz – 28E/32Q/16D                                        | Iga Świątek                                  | Jessica Pegula                            | 6:3, 6:0          |
| 13.02.  | Qatar TotalEnergies Open Doha, Katar WTA 500 – 780.637 $ Hartplatz – 28E/32Q/16D                                        | Coco Gauff Jessica Pegula                    | Ljudmyla Kitschenok Jeļena Ostapenko      | 6:4, 2:6, [10:7]  |
| 20.02.  | Dubai Duty Free Tennis Championships Dubai, Vereinigte Arabische Emirate WTA 1000 – 2.788.468 $ Hartplatz – 56E/32Q/28D | Barbora Krejčíková                           | Iga Świątek                               | 6:4, 6:2          |
| 20.02.  | Dubai Duty Free Tennis Championships Dubai, Vereinigte Arabische Emirate WTA 1000 – 2.788.468 $ Hartplatz – 56E/32Q/28D | Weronika Kudermetowa Ljudmila Samsonowa      | Chan Hao-ching Latisha Chan               | 6:4, 6:74, [10:1] |
| 20.02.  | Mérida Open Akron Mérida, Mexiko WTA 250 – 259.303 $ Hartplatz – 32E/24Q/16D                                            | Camila Giorgi                                | Rebecca Peterson                          | 7:63, 1:6, 6:2    |
| 20.02.  | Mérida Open Akron Mérida, Mexiko WTA 250 – 259.303 $ Hartplatz – 32E/24Q/16D                                            | Catherine McNally Diane Parry                | Wang Xinyu Wu Fang-hsien                  | 6:0, 7:5          |
| 27.02.  | Abierto GNP Seguros Monterrey, Mexiko WTA 250 – 259.303 $ Hartplatz – 32E/24Q/16D                                       | Donna Vekić                                  | Caroline Garcia                           | 6:4, 3:6, 7:5     |
| 27.02.  | Abierto GNP Seguros Monterrey, Mexiko WTA 250 – 259.303 $ Hartplatz – 32E/24Q/16D                                       | Yuliana Lizarazo Marina Paulina Pérez García | Kimberly Birrell Fernanda Contreras Gómez | 6:3, 5:7, [10:5]  |
| 27.02.  | ATX Open Austin, Vereinigte Staaten WTA 250 – 259.303 $ Hartplatz – 32E/24Q/16D                                         | Marta Kostjuk                                | Warwara Gratschowa                        | 6:3, 7:5          |
| 27.02.  | ATX Open Austin, Vereinigte Staaten WTA 250 – 259.303 $ Hartplatz – 32E/24Q/16D                                         | Erin Routliffe Aldila Sutjiadi               | Nicole Melichar-Martinez Ellen Perez      | 6:4, 3:6, [10:8]  |

### März
| Datum 1 | Turnier                                                                                          | Siegerin                              | Finalgegnerin                       | Ergebnis          |
| ------- | ------------------------------------------------------------------------------------------------ | ------------------------------------- | ----------------------------------- | ----------------- |
| 06.03.  | BNP Paribas Open Indian Wells, Vereinigte Staaten WTA 1000 – 8.800.000 $ Hartplatz – 96E/48Q/32D | Jelena Rybakina                       | Aryna Sabalenka                     | 7:611, 6:4        |
| 06.03.  | BNP Paribas Open Indian Wells, Vereinigte Staaten WTA 1000 – 8.800.000 $ Hartplatz – 96E/48Q/32D | Barbora Krejčíková Kateřina Siniaková | Beatriz Haddad Maia Laura Siegemund | 6:1, 6:73, [10:7] |
| 20.03.  | Miami Open Miami, Vereinigte Staaten WTA 1000 – 8.800.000 $ Hartplatz – 96E/48Q/32D              | Petra Kvitová                         | Jelena Rybakina                     | 7:614, 6:2        |
| 20.03.  | Miami Open Miami, Vereinigte Staaten WTA 1000 – 8.800.000 $ Hartplatz – 96E/48Q/32D              | Coco Gauff Jessica Pegula             | Leylah Fernandez Taylor Townsend    | 7:66, 6:2         |

### April
| Datum 1 | Turnier | Siegerin                                                                                         | Finalgegnerin                                                                      | Ergebnis                |
| ------- | --- | ------------------------------------------------------------------------------------------------ | ---------------------------------------------------------------------------------- | ----------------------- |
| 03.04.  | Credit One Charleston Open Charleston, Vereinigte Staaten WTA 500 – 780.637 $ Sandplatz – 56E/32Q/16D | Ons Jabeur                                                                                       | Belinda Bencic                                                                     | 7:66, 6:4               |
| 03.04.  | Credit One Charleston Open Charleston, Vereinigte Staaten WTA 500 – 780.637 $ Sandplatz – 56E/32Q/16D | Danielle Collins Desirae Krawczyk                                                                | Giuliana Olmos Ena Shibahara                                                       | 0:6, 6:4, [14:12]       |
| 03.04.  | Copa Colsanitas Bogotá, Kolumbien WTA 250 – 259.303 $ Sandplatz – 32E/24Q/16D | Tatjana Maria                                                                                    | Peyton Stearns                                                                     | 6:3, 2:6, 6:4           |
| 03.04.  | Copa Colsanitas Bogotá, Kolumbien WTA 250 – 259.303 $ Sandplatz – 32E/24Q/16D | Irina Chromatschowa Iryna Schymanowitsch                                                         | Katarzyna Piter Oksana Kalaschnikowa                                               | 6:1, 3:6, [10:6]        |
| 14.04.  | Billie Jean King Cup, Qualifikation Marbella, Spanien Antalya, Türkei Coventry, Vereinigtes Königreich Vancouver, Kanada Delray Beach, USA Bratislava, Slowakei Stuttgart, Deutschland Astana, Kasachstan Koper, Slowenien | Spanien Tschechien Frankreich Kanada Vereinigte Staaten Italien Deutschland Kasachstan Slowenien | Mexiko Ukraine Großbritannien Belgien Österreich Slowakei Brasilien Polen Rumänien | 3:1 3:2 4:0 3:2 3:1 3:2 |
| 17.04.  | Porsche Tennis Grand Prix Stuttgart, Deutschland WTA 500 – 780.637 $ Sandplatz (Halle) – 28E/16Q/16D | Iga Świątek                                                                                      | Aryna Sabalenka                                                                    | 6:3, 6:4                |
| 17.04.  | Porsche Tennis Grand Prix Stuttgart, Deutschland WTA 500 – 780.637 $ Sandplatz (Halle) – 28E/16Q/16D | Desirae Krawczyk Demi Schuurs                                                                    | Nicole Melichar-Martinez Giuliana Olmos                                            | 6:4, 6:1                |
| 24.04.  | Mutua Madrid Open Madrid, Spanien WTA 1000 – 7.652.174 $ Sandplatz – 96E/48Q/32D | Aryna Sabalenka                                                                                  | Iga Świątek                                                                        | 6:3, 3:6, 6:3           |
| 24.04.  | Mutua Madrid Open Madrid, Spanien WTA 1000 – 7.652.174 $ Sandplatz – 96E/48Q/32D | Wiktoryja Asaranka Beatriz Haddad Maia                                                           | Cori Gauff Jessica Pegula                                                          | 6:1, 6:4                |

### Mai
| Datum 1 | Turnier                                                                                             | Sieger(in)                       | Finalgegner(in)                         | Ergebnis         |
| ------- | --------------------------------------------------------------------------------------------------- | -------------------------------- | --------------------------------------- | ---------------- |
| 08.05.  | Internazionali BNL d’Italia Rom, Italien WTA 1000 – 3.572.618 $ Sandplatz – 96E/48Q/32D             | Jelena Rybakina                  | Anhelina Kalinina                       | 6:4, 1:0 Aufgabe |
| 08.05.  | Internazionali BNL d’Italia Rom, Italien WTA 1000 – 3.572.618 $ Sandplatz – 96E/48Q/32D             | Storm Hunter Elise Mertens       | Coco Gauff Jessica Pegula               | 6:4, 6:4         |
| 22.05.  | Internationaux de Strasbourg Straßburg, Frankreich WTA 250 – 225.480 € Sandplatz – 32E/15Q/16D      | Elina Switolina                  | Anna Blinkowa                           | 6:2, 6:3         |
| 22.05.  | Internationaux de Strasbourg Straßburg, Frankreich WTA 250 – 225.480 € Sandplatz – 32E/15Q/16D      | Xu Yifan Yang Zhaoxuan           | Desirae Krawczyk Giuliana Olmos         | 6:3, 6:2         |
| 22.05.  | Grand Prix SAR La Princesse Lalla Meryem Rabat, Marokko WTA 250 – 259.303 € Sandplatz – 32E/16Q/16D | Lucia Bronzetti                  | Julia Grabher                           | 6:4, 5:7, 7:5    |
| 22.05.  | Grand Prix SAR La Princesse Lalla Meryem Rabat, Marokko WTA 250 – 259.303 € Sandplatz – 32E/16Q/16D | Sabrina Santamaria Jana Sisikowa | Lidsija Marosawa Ingrid Gamarra Martins | 3:6, 6:1, [10:8] |
| 29.05.  | French Open Paris, Frankreich Grand Slam – $ Sandplatz – 128E/128Q/64D/16M                          | Iga Świątek                      | Karolína Muchová                        | 6:2, 5:7, 6:4    |
| 29.05.  | French Open Paris, Frankreich Grand Slam – $ Sandplatz – 128E/128Q/64D/16M                          | Hsieh Su-wei Wang Xinyu          | Taylor Townsend Leylah Fernandez        | 1:6, 7:65, 6:1   |
| 29.05.  | French Open Paris, Frankreich Grand Slam – $ Sandplatz – 128E/128Q/64D/16M                          | Miyu Katō Tim Pütz               | Bianca Andreescu Michael Venus          | 4:6, 6:4, [10:6] |

### Juni
| Datum 1 | Turnier                                                                                           | Siegerin                                | Finalgegnerin                          | Ergebnis          |
| ------- | ------------------------------------------------------------------------------------------------- | --------------------------------------- | -------------------------------------- | ----------------- |
| 12.06.  | Rothesay Open Nottingham, Vereinigtes Königreich WTA 250 – 259.303 $ Rasen – 32E/24Q/16D          | Katie Boulter                           | Jodie Burrage                          | 6:3, 6:3          |
| 12.06.  | Rothesay Open Nottingham, Vereinigtes Königreich WTA 250 – 259.303 $ Rasen – 32E/24Q/16D          | Ulrikke Eikeri Ingrid Neel              | Harriet Dart Heather Watson            | 7:66, 5:7, [10:8] |
| 12.06.  | Libéma Open ’s-Hertogenbosch, Niederlande WTA 250 – 259.303 $ Rasen – 32E/24Q/16D                 | Jekaterina Alexandrowa                  | Weronika Kudermetowa                   | 4:6, 6:4, 7:63    |
| 12.06.  | Libéma Open ’s-Hertogenbosch, Niederlande WTA 250 – 259.303 $ Rasen – 32E/24Q/16D                 | Shūko Aoyama Ena Shibahara              | Tereza Mihalíková Viktória Hrunčáková  | 6:3, 6:3          |
| 19.06.  | bett1open Berlin, Deutschland WTA 500 – 780.637 € Rasen – 32E/24Q/16D                             | Petra Kvitová                           | Donna Vekić                            | 6:2, 7:66         |
| 19.06.  | bett1open Berlin, Deutschland WTA 500 – 780.637 € Rasen – 32E/24Q/16D                             | Luisa Stefani Caroline Garcia           | Markéta Vondroušová Kateřina Siniaková | 4:6, 7:68, [10:4] |
| 19.06.  | Rothesay Classic Birmingham, Vereinigtes Königreich WTA 250 – 259.303 $ Rasen – 32E/24Q/16D       | Jeļena Ostapenko                        | Barbora Krejčíková                     | 7:68, 6:4         |
| 19.06.  | Rothesay Classic Birmingham, Vereinigtes Königreich WTA 250 – 259.303 $ Rasen – 32E/24Q/16D       | Marta Kostjuk Barbora Krejčíková        | Storm Hunter Alycia Parks              | 6:2, 7:67         |
| 26.06.  | Rothesay International Eastbourne, Vereinigtes Königreich WTA 500 – 780.637 $ Rasen – 32E/24Q/16D | Madison Keys                            | Darja Kassatkina                       | 6:2, 7:613        |
| 26.06.  | Rothesay International Eastbourne, Vereinigtes Königreich WTA 500 – 780.637 $ Rasen – 32E/24Q/16D | Desirae Krawczyk Demi Schuurs           | Nicole Melichar-Martinez Ellen Perez   | 6:2, 6:4          |
| 26.06.  | Bad Homburg Open Bad Homburg, Deutschland WTA 250 – 259.303 $ Rasen – 32E/8Q/16D                  | Kateřina Siniaková                      | Lucia Bronzetti                        | 6:2, 7:65         |
| 26.06.  | Bad Homburg Open Bad Homburg, Deutschland WTA 250 – 259.303 $ Rasen – 32E/8Q/16D                  | Lidsija Marosawa Ingrid Gamarra Martins | Eri Hozumi Monica Niculescu            | 6:0, 7:63         |

### Juli
| Datum 1 | Turnier                                                                                                | Sieger(in)                         | Finalgegner(in)                      | Ergebnis          |
| ------- | --- | ---------------------------------- | ------------------------------------ | ----------------- |
| 03.07.  | Wimbledon Championships London, Vereinigtes Königreich Grand Slam – $ Rasen – 128E/128Q/64D/32M        | Markéta Vondroušová                | Ons Jabeur                           | 6:4, 6:4          |
| 03.07.  | Wimbledon Championships London, Vereinigtes Königreich Grand Slam – $ Rasen – 128E/128Q/64D/32M        | Barbora Strýcová Hsieh Su-wei      | Storm Hunter Elise Mertens           | 7:5, 6:4          |
| 03.07.  | Wimbledon Championships London, Vereinigtes Königreich Grand Slam – $ Rasen – 128E/128Q/64D/32M        | Ljudmyla Kitschenok Mate Pavić     | Xu Yifan Joran Vliegen               | 6:4, 6:79, 6:3    |
| 17.07.  | Palermo Ladies Open Palermo, Italien WTA 250 – 225.430 € Sandplatz – 32E/24Q/15D                       | Zheng Qinwen                       | Jasmine Paolini                      | 6:4, 1:6, 6:1     |
| 17.07.  | Palermo Ladies Open Palermo, Italien WTA 250 – 225.430 € Sandplatz – 32E/24Q/15D                       | Jana Sisikowa Kimberley Zimmermann | Angelica Moratelli Camilla Rosatello | 6:2, 6:4          |
| 17.07.  | Hungarian Grand Prix Budapest, Ungarn WTA 250 – 225.480 € Sandplatz – 32E/24Q/16D                      | Marija Timofejewa                  | Kateryna Baindl                      | 6:3, 3:6, 6:0     |
| 17.07.  | Hungarian Grand Prix Budapest, Ungarn WTA 250 – 225.480 € Sandplatz – 32E/24Q/16D                      | Katarzyna Piter Fanny Stollár      | Jessie Aney Anna Sisková             | 6:2, 4:6, [10:4]  |
| 24.07.  | Hamburg European Open Hamburg, Deutschland WTA 250 – 225.480 € Sandplatz – 32E/24Q/16D                 | Arantxa Rus                        | Noma Noha Akugue                     | 6:0, 7:63         |
| 24.07.  | Hamburg European Open Hamburg, Deutschland WTA 250 – 225.480 € Sandplatz – 32E/24Q/16D                 | Anna Danilina Alexandra Panowa     | Miriam Kolodziejová Angela Kulikov   | 6:4, 6:2          |
| 24.07.  | Ladies Open Lausanne Lausanne, Schweiz WTA 250 – 259.303 $ Sandplatz – 32E/8Q/24D                      | Elisabetta Cocciaretto             | Clara Burel                          | 7:5, 4:6, 6:4     |
| 24.07.  | Ladies Open Lausanne Lausanne, Schweiz WTA 250 – 259.303 $ Sandplatz – 32E/8Q/24D                      | Anna Bondár Diane Parry            | Amina Anschba Anastasia Dețiuc       | 6:2, 6:1          |
| 24.07.  | BNP Paribas Poland Open Warschau, Polen WTA 250 – 259.303 $ Hartplatz – 32E/16Q/16D                    | Iga Świątek                        | Laura Siegemund                      | 6:0, 6:1          |
| 24.07.  | BNP Paribas Poland Open Warschau, Polen WTA 250 – 259.303 $ Hartplatz – 32E/16Q/16D                    | Heather Watson Yanina Wickmayer    | Weronika Falkowska Katarzyna Piter   | 6:4, 6:4          |
| 31.07.  | Mubadala Citi DC Open Washington, D.C., Vereinigte Staaten WTA 500 – 780.637 $ Hartplatz – 32E/16Q/16D | Coco Gauff                         | Maria Sakkari                        | 6:2, 6:3          |
| 31.07.  | Mubadala Citi DC Open Washington, D.C., Vereinigte Staaten WTA 500 – 780.637 $ Hartplatz – 32E/16Q/16D | Laura Siegemund Wera Swonarjowa    | A. Guarachi M. Niculescu             | 6:4, 6:4          |
| 31.07.  | Livesport Prague Open Prag, Tschechien WTA 250 – 259.303 $ Hartplatz – 32E/24Q/16D                     | Nao Hibino                         | Linda Nosková                        | 6:4, 6:1          |
| 31.07.  | Livesport Prague Open Prag, Tschechien WTA 250 – 259.303 $ Hartplatz – 32E/24Q/16D                     | Nao Hibino Oksana Kalaschnikowa    | Quinn Gleason Elixane Lechemia       | 6:77, 7:5, [10:3] |

### August
| Datum 1 | Turnier                                                                                               | Sieger(in)                        | Finalgegner(in)                      | Ergebnis          |
| ------- | --- | --------------------------------- | ------------------------------------ | ----------------- |
| 07.08.  | National Bank Open Montreal, Kanada WTA 1000 – 2.788.468 $ Hartplatz –56E/32Q/28D                     | Jessica Pegula                    | Ljudmila Samsonowa                   | 6:1, 6:0          |
| 07.08.  | National Bank Open Montreal, Kanada WTA 1000 – 2.788.468 $ Hartplatz –56E/32Q/28D                     | Shūko Aoyama Ena Shibahara        | Desirae Krawczyk Demi Schuurs        | 6:4,4:6, [13:11]  |
| 14.08.  | Western & Southern Open Cincinnati, Vereinigte Staaten WTA 1000 – 2.788.468 $ Hartplatz – 56E/32Q/28D | Coco Gauff                        | Karolína Muchová                     | 6:3, 6:4          |
| 14.08.  | Western & Southern Open Cincinnati, Vereinigte Staaten WTA 1000 – 2.788.468 $ Hartplatz – 56E/32Q/28D | Alycia Parks Taylor Townsend      | Nicole Melichar-Martinez Ellen Perez | 6:71, 6:4, [10:6] |
| 20.08.  | Tennis in the Land Cleveland, Vereinigte Staaten WTA 250 – 271.363 $ Hartplatz – 32E/24Q/16D          | Sara Sorribes Tormo               | Jekaterina Alexandrowa               | 3:6, 6:4, 6:4     |
| 20.08.  | Tennis in the Land Cleveland, Vereinigte Staaten WTA 250 – 271.363 $ Hartplatz – 32E/24Q/16D          | Miyu Katō Aldila Sutjiadi         | Nicole Melichar-Martinez Ellen Perez | 6:4, 6:74, [10:8] |
| 28.08.  | US Open New York City, Vereinigte Staaten Grand Slam – $ Hartplatz – 128E/128Q/64D/32M                | Coco Gauff                        | Aryna Sabalenka                      | 2:6, 6:3, 6:2     |
| 28.08.  | US Open New York City, Vereinigte Staaten Grand Slam – $ Hartplatz – 128E/128Q/64D/32M                | Gabriela Dabrowski Erin Routliffe | Laura Siegemund Wera Swonarjowa      | 7:69, 6:3         |
| 28.08.  | US Open New York City, Vereinigte Staaten Grand Slam – $ Hartplatz – 128E/128Q/64D/32M                | Anna Danilina Harri Heliövaara    | Jessica Pegula Austin Krajicek       | 6:3, 6:4          |

### September
| Datum 1 | Turnier                                                                                                  | Siegerin                              | Finalgegnerin                     | Ergebnis         |
| ------- | --- | ------------------------------------- | --------------------------------- | ---------------- |
| 11.09.  | Cymbiotika San Diego Open San Diego, Vereinigte Staaten WTA 500 – 259.303 $ Hartplatz – 32E/24Q/16D      | Barbora Krejčíková                    | Sofia Kenin                       | 6:4, 2:6, 6:4    |
| 11.09.  | Cymbiotika San Diego Open San Diego, Vereinigte Staaten WTA 500 – 259.303 $ Hartplatz – 32E/24Q/16D      | Barbora Krejčíková Kateřina Siniaková | Danielle Collins Coco Vandeweghe  | 6:1, 6:4         |
| 11.09.  | Kinoshita Group Japan Open Tennis Championships Osaka, Japan WTA 250 – 780.637 $ Hartplatz – 28E/24Q/16D | Ashlyn Krueger                        | Zhu Lin                           | 6:3, 7:66        |
| 11.09.  | Kinoshita Group Japan Open Tennis Championships Osaka, Japan WTA 250 – 780.637 $ Hartplatz – 28E/24Q/16D | Anna-Lena Friedsam Nadija Kitschenok  | Anna Kalinskaja Julija Putinzewa  | 7:63, 6:3        |
| 18.09.  | Guadalajara Open Akron Guadalajara, Mexiko WTA 1000 – 2.788.468 $ Hartplatz – 56E/32Q/28D                | Maria Sakkari                         | Caroline Dolehide                 | 7:5, 6:3         |
| 18.09.  | Guadalajara Open Akron Guadalajara, Mexiko WTA 1000 – 2.788.468 $ Hartplatz – 56E/32Q/28D                | Storm Hunter Elise Mertens            | Gabriela Dabrowski Erin Routliffe | 3:6, 6:2, [10:4] |
| 18.09.  | Galaxy Holding Group Guangzhou Open Guangzhou, China WTA 250 – 259.303 $ Hartplatz – 32E/24Q/16D         | Wang Xiyu                             | Magda Linette                     | 6:0, 6:2         |
| 18.09.  | Galaxy Holding Group Guangzhou Open Guangzhou, China WTA 250 – 259.303 $ Hartplatz – 32E/24Q/16D         | Guo Hanyu Jiang Xinyu                 | Eri Hozumi Makoto Ninomiya        | 6:3, 7:64        |
| 25.09.  | Toray Pan Pacific Open Tokio, Japan WTA 500 – 780.637 $ Hartplatz –28E/24Q/16D                           | Weronika Kudermetowa                  | Jessica Pegula                    | 7:5, 6:1         |
| 25.09.  | Toray Pan Pacific Open Tokio, Japan WTA 500 – 780.637 $ Hartplatz –28E/24Q/16D                           | Ulrikke Eikeri Ingrid Neel            | Eri Hozumi Makoto Ninomiya        | 3:6, 7:5, [10:5] |
| 25.09.  | Ningbo Open Ningbo, China WTA 250 – 259.303 $ Hartplatz – 32E/24Q/16D                                    | Ons Jabeur                            | Diana Schneider                   | 6:2, 6:1         |
| 25.09.  | Ningbo Open Ningbo, China WTA 250 – 259.303 $ Hartplatz – 32E/24Q/16D                                    | Laura Siegemund Wera Swonarjowa       | Guo Hanyu Jiang Xinyu             | 4:6, 6:3, [10:5] |

### Oktober
| Datum 1 | Turnier                                                                                        | Siegerin                                 | Finalgegnerin                                | Ergebnis          |
| ------- | ---------------------------------------------------------------------------------------------- | ---------------------------------------- | -------------------------------------------- | ----------------- |
| 02.10.  | China Open Peking, China WTA 1000 – 8.127.389;$ Hartplatz – 60E/32Q/28D                        | Iga Świątek                              | Ljudmila Samsonowa                           | 6:2, 6:2          |
| 02.10.  | China Open Peking, China WTA 1000 – 8.127.389;$ Hartplatz – 60E/32Q/28D                        | Marie Bouzková Sara Sorribes Tormo       | Chan Hao-ching Giuliana Olmos                | 3:6, 6:0, [10:4]  |
| 09.10.  | Zhengzhou Open Zhengzhou, China WTA 500 – 780.637 $ Hartplatz – 28E/24Q/16D                    | Zheng Qinwen                             | Barbora Krejčíková                           | 2:6, 6:2, 6:4     |
| 09.10.  | Zhengzhou Open Zhengzhou, China WTA 500 – 780.637 $ Hartplatz – 28E/24Q/16D                    | Gabriela Dabrowski Erin Routliffe        | Shūko Aoyama Ena Shibahara                   | 6:2, 6:4          |
| 09.10.  | Hana Bank Korea Open Seoul, Südkorea WTA 250 – 259.303 $ Hartplatz – 32E/16Q/16D               | Jessica Pegula                           | Yuan Yue                                     | 6:2, 6:3          |
| 09.10.  | Hana Bank Korea Open Seoul, Südkorea WTA 250 – 259.303 $ Hartplatz – 32E/16Q/16D               | Marie Bouzková Bethanie Mattek-Sands     | Luksika Kumkhum Peangtarn Plipuech           | 6:2, 6:1          |
| 09.10.  | Prudential Hong Kong Tennis Open Hongkong, China WTA 250 – 259.303 $ Hartplatz – 32E/16Q/16D   | Leylah Fernandez                         | Kateřina Siniaková                           | 6:4, 6:4          |
| 09.10.  | Prudential Hong Kong Tennis Open Hongkong, China WTA 250 – 259.303 $ Hartplatz – 32E/16Q/16D   | Tang Qianhui Tsao Chia-yi                | Oksana Kalaschnikowa Aljaksandra Sasnowitsch | 7:5, 1:6, [11:9]  |
| 16.10.  | Jasmin Open Monastir Monastir, Tunesien WTA 250 – 259.303 $ Hartplatz – 32E/16Q/??D            | Elise Mertens                            | Jasmine Paolini                              | 6:3, 6:0          |
| 16.10.  | Jasmin Open Monastir Monastir, Tunesien WTA 250 – 259.303 $ Hartplatz – 32E/16Q/??D            | Sara Errani Jasmine Paolini              | Mai Hontama Natalija Stevanović              | 2:6, 7:64, [10:6] |
| 16.10.  | Jiangxi Open Nanchang, China WTA 250 – 259.303 $ Hartplatz – 32E/13Q/16D                       | Kateřina Siniaková                       | Marie Bouzková                               | 1:6, 7:65, 7:64   |
| 16.10.  | Jiangxi Open Nanchang, China WTA 250 – 259.303 $ Hartplatz – 32E/13Q/16D                       | Laura Siegemund Wera Swonarjowa          | Eri Hozumi Makoto Ninomiya                   | 6:4, 6:2          |
| 16.10.  | Transylvania Open Cluj-Napoca, Rumänien WTA 250 – 259.303 $ Hartplatz – 32E/15Q/16D            | Tamara Korpatsch                         | Elena-Gabriela Ruse                          | 6:3, 6:4          |
| 16.10.  | Transylvania Open Cluj-Napoca, Rumänien WTA 250 – 259.303 $ Hartplatz – 32E/15Q/16D            | Jodie Burrage Jil Teichmann              | Léolia Jeanjean Walerija Strachowa           | 6:1, 6:4          |
| 23.10.  | WTA Elite Trophy Zhuhai, China Jahresendveranstaltung – 2.409.000 $ Hartplatz (Halle) – 12E/6D | Beatriz Haddad Maia                      | Zheng Qinwen                                 | 7:611, 7:64       |
| 23.10.  | WTA Elite Trophy Zhuhai, China Jahresendveranstaltung – 2.409.000 $ Hartplatz (Halle) – 12E/6D | Beatriz Haddad Maia Weronika Kudermetowa | Miyu Katō Aldila Sutjiadi                    | 6:3, 6:3          |
| 30.10.  | WTA Finals Cancún, Mexiko Jahresendveranstaltung – $ Hartplatz – 8E/8D                         | Iga Świątek                              | Jessica Pegula                               | 6:0, 6:1          |
| 30.10.  | WTA Finals Cancún, Mexiko Jahresendveranstaltung – $ Hartplatz – 8E/8D                         | Laura Siegemund Wera Swonarjowa          | Nicole Melichar-Martinez Ellen Perez         | 6:4, 6:4          |

### November
| Datum 1 | Turnier                                                         | Siegerin | Finalgegnerin | Ergebnis |
| ------- | --------------------------------------------------------------- | -------- | ------------- | -------- |
| 06.11.  | Billie Jean King Cup, Finale Sevilla, Spanien Hartplatz (Halle) | Kanada   | Italien       | 2:0      |

### Abgesagte Turniere
| 17.04. | TEB BNP Paribas Tennis Championship İstanbul Istanbul, Türkei WTA 250 – $ Sandplatz – ??E/??Q/??D | nach der Erdbebenkatastrophe in der Türkei abgesagt |

## Weltranglistenpunkte
Abhängig von der erreichten Runde erhielten die Spielerinnen folgende Punkte für die WTA-Weltrangliste:
| Turnierkategorie        | S     | F     | HF   | VF                                                      | AF                                                      | R32                                                     | R64                                                     | R128                                                    | Q                                                       | Q3                                                      | Q2                                                      | Q1                                                      |
| ----------------------- | ----- | ----- | ---- | ------------------------------------------------------- | ------------------------------------------------------- | ------------------------------------------------------- | ------------------------------------------------------- | ------------------------------------------------------- | ------------------------------------------------------- | ------------------------------------------------------- | ------------------------------------------------------- | ------------------------------------------------------- |
| Grand Slam (E)          | 2000  | 1300  | 780  | 430                                                     | 240                                                     | 130                                                     | 70                                                      | 10                                                      | 40                                                      | 30                                                      | 20                                                      | 2                                                       |
| Grand Slam (D)          | 2000  | 1300  | 780  | 430                                                     | 240                                                     | 130                                                     | 10                                                      | –                                                       | 40                                                      | –                                                       | –                                                       | –                                                       |
| WTA Finals (E)          | 1500* | 1080* | 750* | (+125 pro Round-Robin-Spiel; +125 pro Round-Robin-Sieg) | (+125 pro Round-Robin-Spiel; +125 pro Round-Robin-Sieg) | (+125 pro Round-Robin-Spiel; +125 pro Round-Robin-Sieg) | (+125 pro Round-Robin-Spiel; +125 pro Round-Robin-Sieg) | (+125 pro Round-Robin-Spiel; +125 pro Round-Robin-Sieg) | (+125 pro Round-Robin-Spiel; +125 pro Round-Robin-Sieg) | (+125 pro Round-Robin-Spiel; +125 pro Round-Robin-Sieg) | (+125 pro Round-Robin-Spiel; +125 pro Round-Robin-Sieg) | (+125 pro Round-Robin-Spiel; +125 pro Round-Robin-Sieg) |
| WTA Finals (D)          | 1500  | 1080  | 750  | 375                                                     | –                                                       | –                                                       | –                                                       | –                                                       | –                                                       | –                                                       | –                                                       | –                                                       |
| WTA 1000 (96E)          | 1000  | 650   | 390  | 215                                                     | 120                                                     | 65                                                      | 35                                                      | 10                                                      | 30                                                      | –                                                       | 20                                                      | 2                                                       |
| WTA 1000 (64/60E)       | 1000  | 650   | 390  | 215                                                     | 120                                                     | 65                                                      | 10                                                      | –                                                       | 30                                                      | –                                                       | 20                                                      | 2                                                       |
| WTA 1000 (28/32D)       | 1000  | 650   | 390  | 215                                                     | 120                                                     | 10                                                      | –                                                       | –                                                       | –                                                       | –                                                       | –                                                       | –                                                       |
| WTA 1000 (56E, 48Q/32Q) | 900   | 585   | 350  | 190                                                     | 105                                                     | 60                                                      | 1                                                       | –                                                       | 30                                                      | 20                                                      | –                                                       | 1                                                       |
| WTA 1000 (28D)          | 900   | 585   | 350  | 190                                                     | 105                                                     | 1                                                       | –                                                       | –                                                       | –                                                       | –                                                       | –                                                       | –                                                       |
| WTA Elite Trophy (E)    | 700*  | 440*  | 240  | (+40 pro Round-Robin-Spiel; +80 pro Round-Robin-Sieg)   | (+40 pro Round-Robin-Spiel; +80 pro Round-Robin-Sieg)   | (+40 pro Round-Robin-Spiel; +80 pro Round-Robin-Sieg)   | (+40 pro Round-Robin-Spiel; +80 pro Round-Robin-Sieg)   | (+40 pro Round-Robin-Spiel; +80 pro Round-Robin-Sieg)   | (+40 pro Round-Robin-Spiel; +80 pro Round-Robin-Sieg)   | (+40 pro Round-Robin-Spiel; +80 pro Round-Robin-Sieg)   | (+40 pro Round-Robin-Spiel; +80 pro Round-Robin-Sieg)   | (+40 pro Round-Robin-Spiel; +80 pro Round-Robin-Sieg)   |
| WTA 500 (64/56E)        | 470   | 305   | 185  | 100                                                     | 55                                                      | 30                                                      | 1                                                       | –                                                       | 25                                                      | –                                                       | 13                                                      | 1                                                       |
| WTA 500 (32/30/28E)     | 470   | 305   | 185  | 100                                                     | 55                                                      | 1                                                       | –                                                       | –                                                       | 25                                                      | 18                                                      | 13                                                      | 1                                                       |
| WTA 500 (28D)           | 470   | 305   | 185  | 100                                                     | 55                                                      | 1                                                       | –                                                       | –                                                       | –                                                       | –                                                       | –                                                       | –                                                       |
| WTA 500 (16D)           | 470   | 305   | 185  | 100                                                     | 1                                                       | –                                                       | –                                                       | –                                                       | –                                                       | –                                                       | –                                                       | –                                                       |
| WTA 250 (32E, 32Q)      | 280   | 180   | 110  | 60                                                      | 30                                                      | 1                                                       | –                                                       | –                                                       | 18                                                      | 14                                                      | 10                                                      | 1                                                       |
| WTA 250 (32E, 24/16Q)   | 280   | 180   | 110  | 60                                                      | 30                                                      | 1                                                       | –                                                       | –                                                       | 18                                                      | –                                                       | 12                                                      | 1                                                       |
| WTA 250 (28D)           | 280   | 180   | 110  | 60                                                      | 30                                                      | 1                                                       | –                                                       | –                                                       | –                                                       | –                                                       | –                                                       | –                                                       |
| WTA 250 (16D)           | 280   | 180   | 110  | 60                                                      | 1                                                       | –                                                       | –                                                       | –                                                       | –                                                       | –                                                       | –                                                       | –                                                       |

- E = Einzelspielerin, D = Doppelspielerin, Q = Qualifikationsspielerin
- * Vorausgesetzt, dass während des Round Robins alle Spiele gewonnen wurden.

## Rücktritte
- Samantha Stosur – Januar 2023[4]
- Sania Mirza – 21. Februar 2023[5]
- Anett Kontaveit – 6. Juli 2023[6]
- Ayumi Morita – 4. August 2023[7]
- Misaki Doi – September 2023[8]